# Цілісність науки
Цілісність науки — це теза у філософії науки, згідно з якою всі науки становлять єдине ціле. Варіанти цієї тези можна класифікувати як онтологічні (що пропонують єдине бачення структури реальності) та/або як епістемологічні / прагматичні (що пропонують єдину картину того, як функціонують наукові практики та результати). Існують також філософи, які наголошують на нецілісності науки, що не обов'язково заперечує можливість цілісності у певному сенсі, але акцентує плюралізм в онтології та/або практиці науки.
Ранні версії тези про цілісність науки зустрічаються у давньогрецьких філософів, зокрема у Аристотеля, а також у подальшій історії західної філософії. Наприклад, у першій половині XX століття ця теза була пов'язана з рухом за цілісність науки, очолюваним Отто Нойратом,, а в другій половині століття її підтримували Людвиґ фон Берталанфі у праці General System Theory: A New Approach to Unity of Science (1951), а також Пол Оппенгайм і Гіларі Патнем у статті Unity of Science as a Working Hypothesis (1958).
Їй протистояли, зокрема, Джеррі Фодор у статті Special Sciences (Or: The Disunity of Science as a Working Hypothesis) (1974),, Пол Феєрабенд у Against Method (1975) та подальших працях, Джон Дюпре у The Disunity of Science (1983) і The Disorder of Things: Metaphysical Foundations of the Disunity of Science (1993), Ненсі Картрайт у The Dappled World: A Study of the Boundaries of Science (1999) та інших працях,, а також Евелін Фокс Келлер у Making Sense of Life: Explaining Biological Development with Models, Metaphors, and Machines (2002) та інших роботах.
Жан Піаже запропонував у своїй праці Recherche (1918) та в наступних роботах розглядати цілісність науки у формі «кола наук», де логіка є основою для математики, математика — для механіки та фізики, фізика — для хімії, хімія — для біології, біологія — для соціології, моральних наук, психології та теорії пізнання, а теорія пізнання — для логіки, таким чином завершуючи коло. При цьому це не передбачає, що якусь науку можна звести до іншої.
У наш час багато складних систем розглядаються як трансдисциплінарні об'єкти дослідження. Такі системи можна моделювати як такі, що мають емерджентні властивості на різних рівнях організації, які не завжди чітко збігаються з окремими дисциплінами, як-от фізика чи біологія, і які неможливо адекватно змоделювати, спираючись на філософію крайнього редукціонізму («все походить знизу», що не враховує повною мірою емерджентні властивості) або крайнього голізму («все походить згори», що не враховує компоненти систем і їхню взаємодію).